# Hans Jacob Højgaard
Hans Jacob Højgaard (11. september 1904 i Toftir på Færøerne – 10. juni 1992 i Torshavn) var en færøsk komponist og korleder

## Liv og virke
Som 15-årig stod han til søs efter færøsk tradition og sejlede med fiskebåde i fire år og tog sætteskippereksamen i Torshavn i 1923. Men i 1924 drog han til Danmark hvor han gik på folkehøjskolen i Karise og derefter på Jonstrup Seminarium. Han tog lærereksamen i 1929 hvorefter han vendte tilbage til sit fødested Toftir som hjælpelærer og siden andenlærer og skolebestyrer for til sidst at være ansat i Torshavn.
Undervejs var han på efteruddannelse på lærerhøjskolen i København, hvor han fik musikundervisning, og hans betydning for færøsk korssang har været stor. Han komponerede en lang række melodier til færøske sange og salmer, ledede både børne- og voksenkor og udgav i 2 omgange en færøsk melodibog og flere LP-plader.

## Bøger
- 1951 – Føroysk Songløg I
- 1977 – Føroysk Songløg II

## LP/CD
- 1976 "Í hesi sælu jólatíð"
- 2003 "Í hesi sælu jólatíð"
- 2003 Komponisten Hans Jákup Højgaard, musikeksempel, RAES
- 2004 Hans Jacob Højgaard 100 ár

## Læs mere
- Thomas S. Anderssohn: Komponisten Hans Jákup Højgaard, et liv som traditionsbærer, nyskaber og lærer, Research Archive for Ethnomusicological Studies [RAES], Arendal 2003

## Externe Links
- Lyt til sange her...